# Gouvernement Osman II
Pour les articles homonymes, voir Osman.
Monarchie constitutionnelle
Osman I Bouabid I
Le deuxième gouvernement Osman est le quinzième gouvernement du royaume du Maroc depuis son indépendance en 1955. Il est dirigé par le Premier ministre Ahmed Osman. Le gouvernement est formé le 10 octobre 1977 et remplace le Gouvernement Osman I. Il est dissous le 27 mars 1979 et est remplacé par le Gouvernement Bouabid I.

## Composition
|  | Photo | Portefeuille                                                                             | Nom                    | Parti politique     |
|  | ----- | ---------------------------------------------------------------------------------------- | ---------------------- | ------------------- |
|  |       | Premier ministre                                                                         | Ahmed Osman            |                     |
|  |       | Ministre d’État chargé des affaires étrangères et de la coopération                      | M’hamed Boucetta       | Parti de l'istiqlal |
|  |       | Ministre d’État chargé des postes et des télécommunications                              | Mahjoubi Aherdane      | Mouvement Populaire |
|  |       | Ministre d’État chargé des affaires culturelles                                          | Mohamed Bahnini        |                     |
|  |       | Ministre d'État à l’Intérieur                                                            | Mohamed Benhima        |                     |
|  |       | Ministre de la justice                                                                   | Mohamed Maâti Bouabid  |                     |
|  |       | Ministre de l’équipement et de la promotion nationale                                    | M'hamed Douiri         | Parti de l'istiqlal |
|  |       | Ministre des finances                                                                    | Abdellatif Ghissassi   |                     |
|  |       | Ministre de l’agriculture et de la réforme agraire                                       | Mustapha Faris         |                     |
|  |       | Ministre de l’Information                                                                | Mohamed Larbi Khattabi |                     |
|  |       | Ministre des habous et des affaires islamiques                                           | Ahmed Ramzi            |                     |
|  |       | Ministre de l’emploi et de la formation professionnelle                                  | Mohamed Bouamoud       |                     |
|  |       | Ministre des affaires administratives                                                    | Mohamed Benyekhlef     |                     |
|  |       | Ministre chargé des relations avec le parlement                                          | Mohamed Haddou Chiguer |                     |
|  |       | Ministre de l’éducation nationale et de la formation des cadres                          | Azzeddine Laraki       | Parti de l'istiqlal |
|  |       | Ministre de la jeunesse et des sports                                                    | Abdelhafid Kadiri      | Parti de l'istiqlal |
|  |       | Ministre de l’habitat et de l’aménagement du territoire                                  | Abbas El Fassi         | Parti de l'istiqlal |
|  |       | Ministre des affaires sociales et de l’artisanat                                         | Benaceur Harakat       |                     |
|  |       | Ministre des transports                                                                  | M’hand Ounacer         | Mouvement Populaire |
|  |       | Ministre du commerce et de l’Industrie                                                   | Abdelkamel Reghay      |                     |
|  |       | Ministre de la santé publique                                                            | Rahal Rehali           | Mouvement Populaire |
|  |       | Ministre de l’énergie et des mines                                                       | Moussa Saâdi           |                     |
|  |       | Ministre du tourisme                                                                     | Mansouri Benali        | Mouvement Populaire |
|  |       | Secrétaire d’État auprès du premier ministre chargé du plan et du développement régional | Taieb Bencheikh        |                     |
|  |       | Secrétaire d’État auprès du Premier ministre chargé des affaires générales               | Abdeslam Znined        |                     |
|  |       | Secrétaire d’État à l’Intérieur                                                          | Driss Basri            |                     |
|  |       | Secrétaire d’État auprès du Premier ministre chargé des affaires économiques             | Othman Slimani         |                     |
|  |       | Secrétaire d’État aux Affaires étrangères                                                | Abderrahmane Baddou    | Parti de l'istiqlal |
|  |       | Secrétaire d’État chargé de l’enseignement supérieur et de la recherche scientifique     | Said Belbachir         | Parti de l'istiqlal |
|  |       | Secrétaire d’État chargé de la Formation des cadres                                      | Abdelhak Tazi          | Parti de l'istiqlal |